# Numerio Fabio Pittore
Numerio Fabio Pittore (latino: Numerius Fabius Pictor) (fl. III secolo a.C.) è stato un politico della Repubblica romano.

## Biografia
Fu eletto console con Decimo Giunio Pera nel 266 a.C. e quell'anno gli fu decretato il trionfo con il collega per ben due volte: il primo per la vittoria contro i Sarsinati e il secondo per quella contro i Salentini ed i Messapi.
Probabilmente si tratta anche del Fabio Pittore che nel 273 a.C. fu uno dei tre ambasciatori inviati dal Senato presso la corte di Tolomeo Filadelfo, parente e sostenitore di Pirro, di cui Roma temeva l'intervento in Italia meridionale. Al ritorno, essi fecero rapporto al Senato e devolsero al tesoro i doni offerti loro da Tolomeo a titolo personale. Il Senato però rifiutò il nobile gesto e permise loro di conservarli in ricompensa dei loro meriti.